# Black Crows
Black Crows est une marque française indépendante de matériel de sports d'hiver basée à Chamonix, en Haute-Savoie, concevant principalement des skis, des bâtons et des vêtements d'hiver techniques.

## Histoire
Black Crows, fondée en 2006 à Chamonix par les skieurs professionnels Camille Jaccoux et Bruno Compagnet, ainsi que l'industriel Christophe Villemin, émerge de la recherche de skis adaptés à leur pratique dans le massif du Mont-Blanc.
Le 28 décembre 2006, la marque dévoile son première modèle, le Corvus 196, caractérisé par une grande envergure pour des virages rapides en poudreuse.
En 2012, Black Crows lance une gamme de skis de randonnée, suivi en 2013 des premières gammes de bâtons de ski, puis en 2014 d'une gamme féminine.  
En 2015, la marque annonce avoir levé 3 millions d'euros après de la BPI afin de se développer aux États-Unis, et change de directeur général.
En 2020, elle lance sa première boutique à Chamonix, puis sa seconde à Méribel, et en ouvrira une troisième en octobre 2023, à Paris.